# Corps Littuania

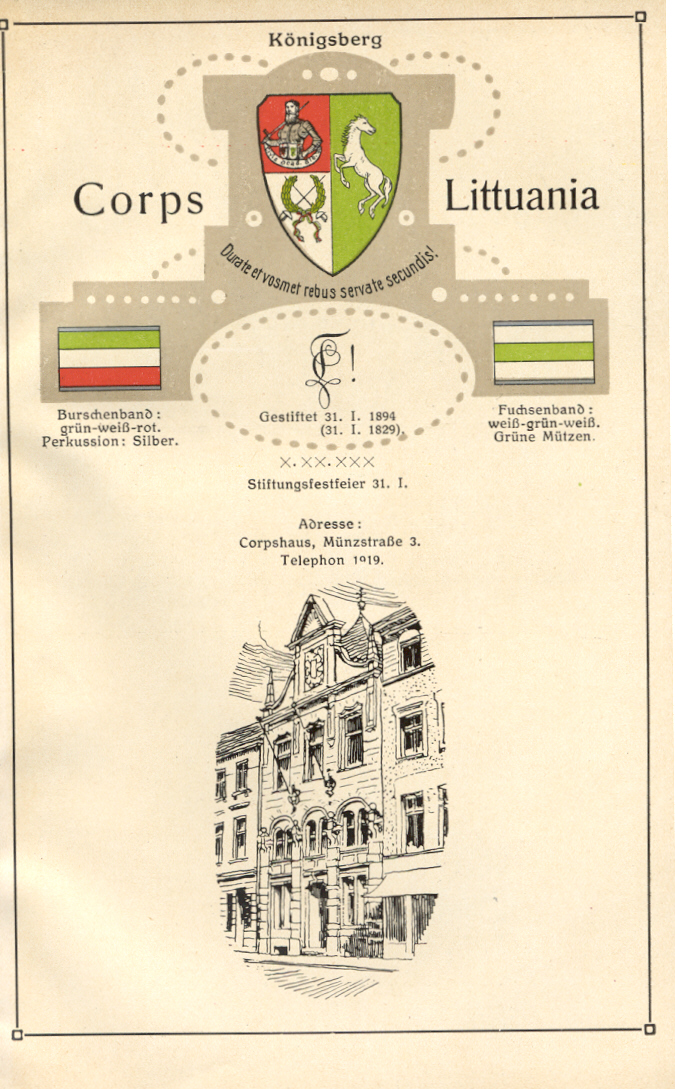
Ältestes oder jüngstes Königsberger Corps?

Das Corps Littuania war eine Studentenverbindung an der Albertus-Universität Königsberg. 1829 gestiftet, teilte sie sich 1848. Das neue Corps kam 1894 in den Königsberger Senioren-Convent. Es suspendierte 1936 und erlosch 2001. Littuanias Geschichte spiegelt Deutschlands Polarisierung in konservative und liberal-fortschrittliche Richtungen im 19. Jahrhundert exemplarisch wider. Keine andere Korporation hatte vergleichbare Konflikte durch den Progress zu bestehen. Sie blieben ungelöst und wirken bis in die Familien heutiger Nachfahren nach.

## Littuania I–III
Lithuania I wurde 1820 als landsmannschaftliche Vereinigung im Rahmen der Allgemeinen Burschenschaft (1819–1833) an der Albertina gegründet. Der Name bezieht sich auf die ostpreußische Landschaft Preußisch Litauen. Littuania musste sich 1822 im Zuge der Demagogenverfolgung nach den Karlsbader Beschlüssen vom August 1819 auflösen. Betroffen war hiervon auch die Königsberger Burschenschaft I, eine von sieben sog. Allgemeinheiten, die schon im Dezember 1819 verboten wurde. Ebenfalls in der Allgemeinen Burschenschaft entstanden die inoffiziellen Kränzchen Lithuania II (1823–1825) und Lithuania III (1827–1828). Zu den Mitgliedern der Lithuania III gehörten Eduard Simson und Johann Jacoby, der ihr ein Biedermeierdasein empfohlen hatte.

### Mitglieder der Landsmannschaft Lithuania (1820–1821)
- Johann Jacoby (1805–1877), Arzt, Vorkämpfer der Judenemanzipation und eines demokratischen preußischen Rechtsstaats
- Julius Albert Siehr (1801–1876), Mitglied der Frankfurter Nationalversammlung

### Mitglieder des Littauer-Kränzchens (1821–1828)
- Wilhelm Jordan (1819–1904), Schriftsteller und Politiker
- Julius Eugen Constantin Marcus (1806–1865), Rektor in Gumbinnen, Mitglied der Frankfurter Nationalversammlung
- Gustav von Saltzwedell (1808–1897), Regierungspräsident, Mitglied der Frankfurter Nationalversammlung
- Heinrich von Schirmeister (1817–1892), Landrat, Mitglied der Frankfurter Nationalversammlung
- Hermann Schmalz (1807–1879), Landrat, Professor in Dorpat, MdHdA, MdR
- Rudolf von Schön (1810–1891), General der Kavallerie
- Eduard von Simson (1810–1899), Vater der ersten deutschen Verfassung (Manthey 2005)

## Littuania IV (Corpslandsmannschaft)

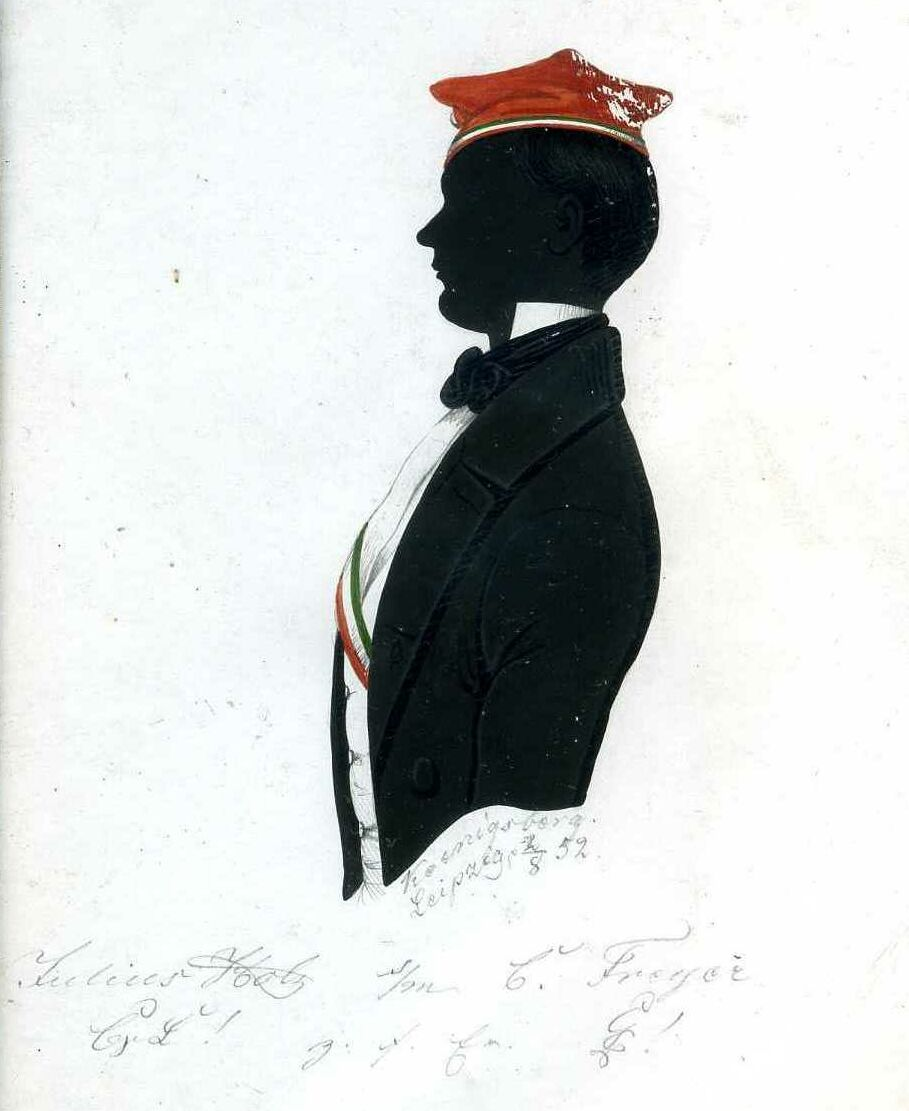
Julius Holz (1852)

Am 19. Dezember 1828 konstituierte sich die Corpslandsmannschaft Littuania; als Stiftungstag betrachtete sie jedoch den 31. Januar 1829, den Tag ihres Gründungsfestes. Des Tages gedenkt das Nachfolgecorps Albertina Hamburg noch heute. Wie von jeher kamen Littuanias Mitglieder überwiegend von der Königlichen Litthauischen Provinzialschule in Tilsit und der Friedrichsschule Gumbinnen. Ihr erster Senior und späteres Ehrenmitglied war Gustav von Saltzwedell. Sie wählte die Farben grün–weiß–rot. Am 3. Stiftungstag (1832) entschied sie sich für das von Franz Passauer entworfene Wappen mit dem steigenden Littauer-Schimmel. Als Wahlspruch wurde Durate et vosmet rebus servate secundis! (dt. Haltet durch und bewahrt euch für die günstigen Umstände!) aus der Aeneis von Vergil angenommen.
In den ersten 20 Jahren ihres Bestehens brachte Littuania 56 Pfarrer hervor. Ihre Pfarreien lagen im nördlichen (heute russischen) Teil von Ostpreußen. Die Deutsche Revolution 1848/1849 verringerte bei Littuania die Zahl der Theologiestudenten. Bemerkenswert ist, dass die erst 1851 gestiftete Baltia Königsberg keinen geistlichen Nachwuchs hatte.
Am 6. Dezember 1836 nahm sie nach dem Beispiel der anderen „Landsmannschaften“ die Corpsverfassung an. Das Corpshaus befand sich in der Hohenzollernstraße 37. Im Sommersemester 1848, auf dem Höhepunkt der Deutschen Revolution 1848/49, war Hermann Meitzen Senior der Littuania. Er präsidierte der Communalversammlung am 20. Mai 1848, in der über den Antrag auf Abschaffung „des Corps“ verhandelt und abgestimmt wurde. Er ging mit 24 gegen 16 Stimmen durch. Dass die überstimmten Littauer bei Fuchsenzeit und Satisfaktion bleiben wollten, teilten Meitzen und Schlenther der Mehrheit am 22. Mai 1848 offiziell mit. Damit war die Trennung vollzogen. Die Überstimmten ersetzten das Weiß im grün-weiß-roten Band durch Silber. Die größere „Verbindung“ stand zum Progress und gewährte allen Mitgliedern die gleichen Rechte. Sie behielt die Farben grün-weiß-rot. Die Tuch-Littauer nannten sich ab 6. März 1861 Landsmannschaft Littuania. Zum ersten Mal in der Studentengeschichte gab es zwei Studentenverbindungen, die auf denselben Ursprung zurückgingen. Die Albertus-Universität hatte zwei verschiedene Korporationen mit demselben Stiftungstag und dem gleichen Wappen, was Freundschaften unter den „Couleurbrüdern“ nicht hinderte; die innere Spaltung des Bundes wurde aber nie überwunden.

### Mitglieder (1829–1848)

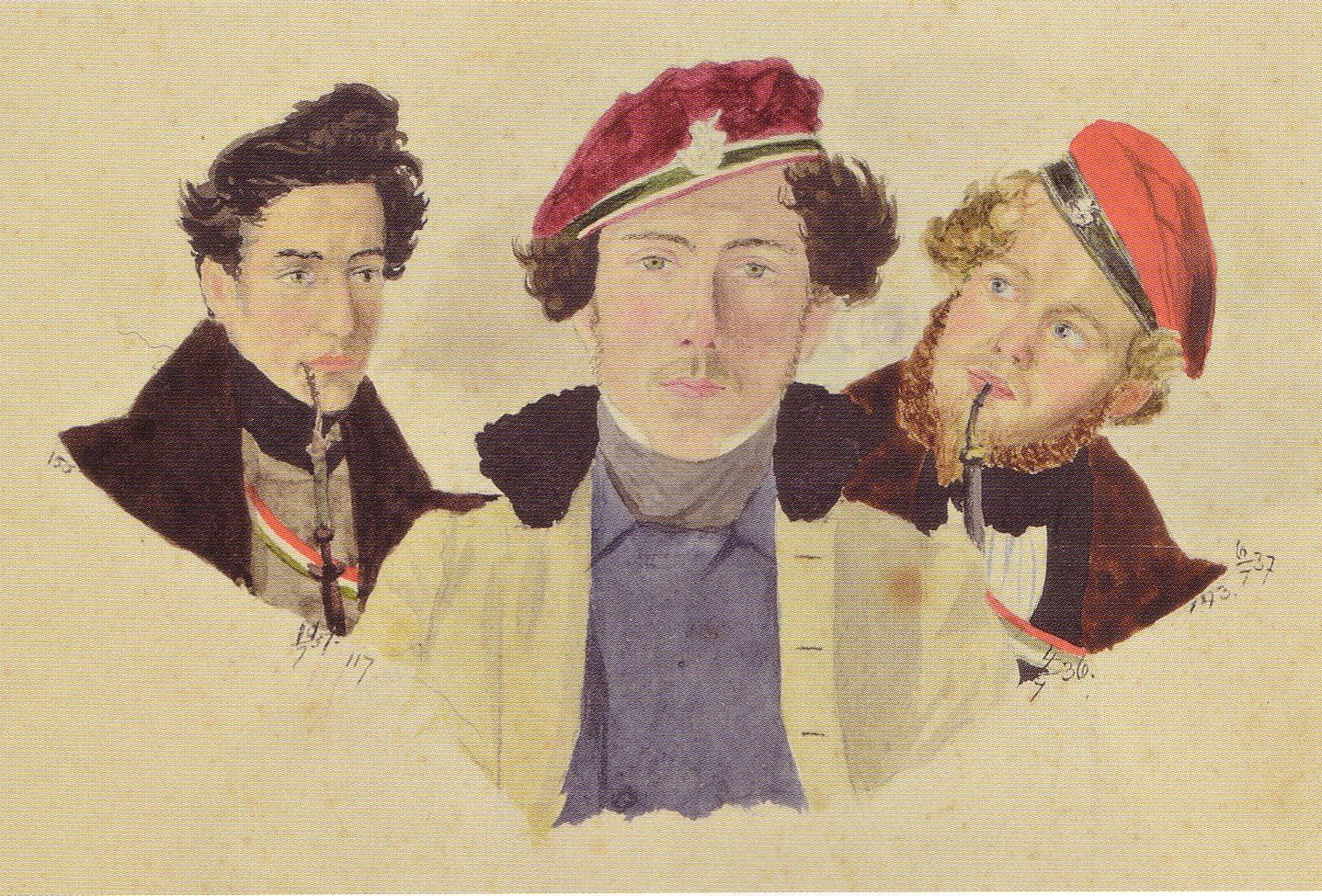
Littauer (Schmiedeberg, 1837)

- Robert Motherby (1808–1861), Arzt, Gutsbesitzer, MdHdA
- Carl Schlick (1809–1874), Landrat, MdHdA
- Anton von Wegnern (1809–1891), Regierungspräsident (Bromberg), Mitglied der Frankfurter Nationalversammlung
- Otto Conditt (1810–1877), Gymnasiallehrer in Königsberg und Tilsit, Beamter in der preußischen Schulverwaltung
- Karl Ludwig Bender (1811–1893), Lehrer, Journalist, Gutsbesitzer, MdHdA
- Friedrich Julius Morgen (1811–1885), Gutsbesitzer, Arzt, MdHdA
- Oskar von Sanden (1811–1874), Landrat in Ragnit, MdHdA
- Carl Heinrich Krauß (1812–1849), Mathematiklehrer in Tilsit
- Friedrich Bielitz (1813–1877), Landrat in Lötzen, Rittergutsbesitzer, MdHdA
- Siegfried von Brünneck-Bellschwitz (1814–1871), Landrat, Mitglied des Konstituierenden Reichstags des Norddeutschen Bundes
- Rudolf Kowalski (1815–1883), Korpsauditeur in Posen
- Wilhelm Habrucker (1815–1891), Superintendent in Memel
- Carl Burchard (1815–1903), Landrat in Gumbinnen, Mitglied des Erfurter Unionsparlaments, MdHdA
- Julius Arnoldt (1816–1892), Philologe und Gymnasialdirektor in Gumbinnen
- Friedrich Fernow (1818–1890), Rittergutsbesitzer, MdR
- Alexander Zacher (1814–1889), Gutsbesitzer, MdHdA
- Sigismund Droese (1822–1891), Landgerichtsrat, MdHdA
- Leopold von Hoverbeck (1822–1875), liberaler Politiker
- Ernst Gottlieb Krantz (1823–1890), Jurist, MdHdA
- Waldemar Hoffheinz (1823–1897), Pfarrer in Tilsit
- Arthur von Knobloch (1825–1901), Landrat, Rittergutsbesitzer
- Rudolf Lipschitz (1832–1903), Mathematiker
- Gustav Mehlhausen (1823–1913), preußischer Sanitätsoffizier
- Franz Reich (1826–1906), Jurist, Rittergutsbesitzer, MdHdA
- Karl Riemer (um 1820–1868), Landrat in Stallupönen
- Konstanz von Saucken-Julienfelde (1826–1891), MdR
- Daniel Schillock (1826–1878), Senator in Minnesota
- Heinrich Donalies (1820–1886), Richter in Preußen

## Silber-Litthuania (1848–1866)

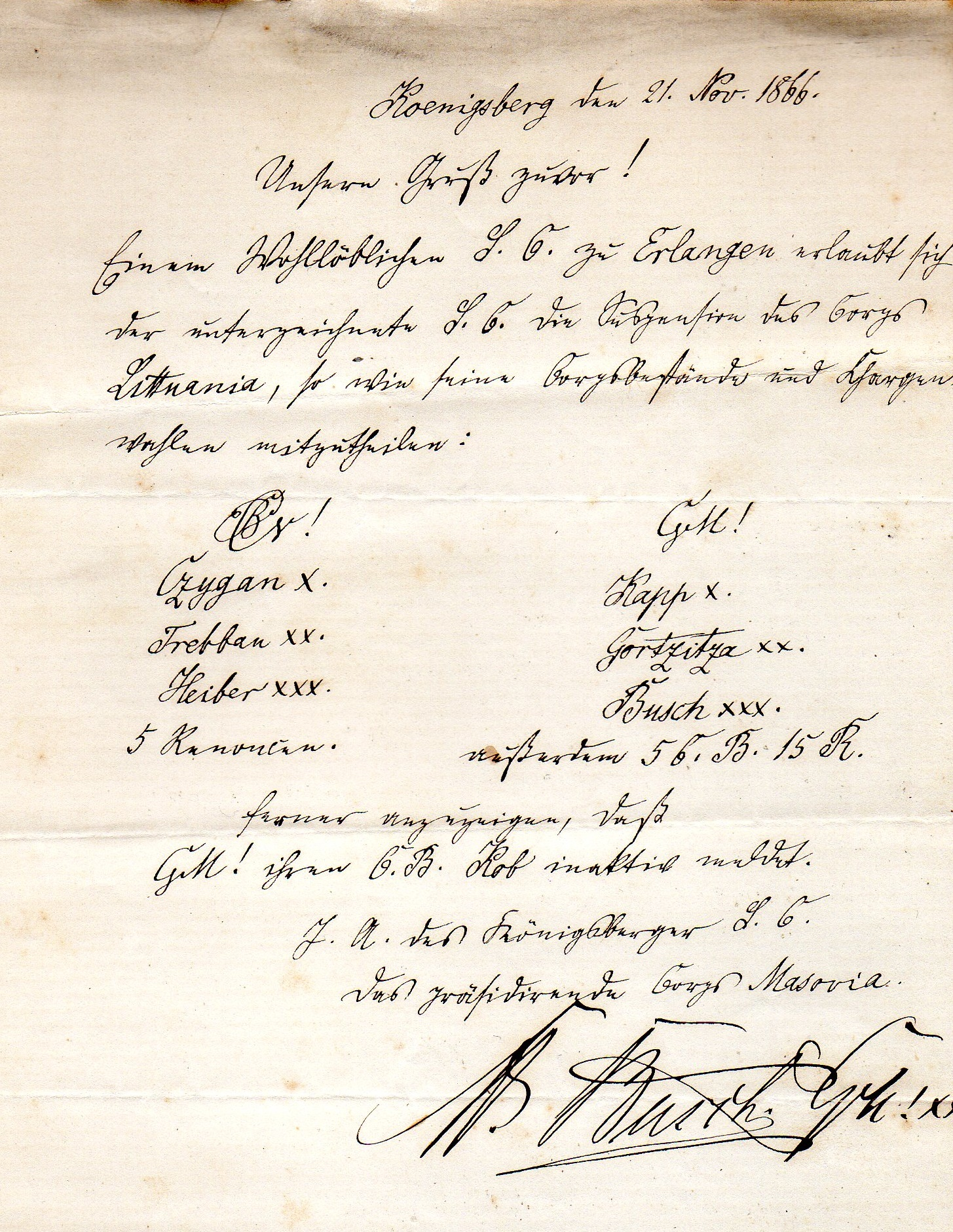
SC-Meldung an den Vorort Erlangen

Seit den 1840er Jahren bestand ein Kartell mit dem Corps Saxo-Borussia Heidelberg. Vier Littauer und sechs Silber-Litthauer wurden Sachsen-Preußen: B. Kaeswurm, v. Deutsch, Theodor Kaeswurm, v. Bötticher und K. v. Saucken, Siegfried, v. Glasow, v. Staegen, v. Sperber und E. v. Saucken.
Vier Silber-Litthauer und andere Königsberger Studenten gründeten 1851 das Corps Baltia Königsberg. Die Silber-Litthauer waren auch an der Stiftung des befreundeten Corps Hansea Bonn beteiligt und später mit dem Corps Marchia Berlin befreundet. Im Wintersemester 1851/52 fiel der wegen eines Tadels ausgetretene Corpsbursche Porrmann im ersten von drei Pistolenduellen gegen die Chargierten. Er wurde mit einem akademischen Leichenbegängnis zu Grabe getragen.
Als erstes Königsberger Corps meldeten die Silber-Litthauer am 15. Januar 1864 dem Vorort Berlin ihren Beitritt zum Kösener SC-Verband. Masovia regte im Königsberger Senioren-Convent denselben Schritt an; er konnte mit Baltia aber erst getan werden, als sich die drei Corps im Januar 1865 abermals zu einem SC zusammengeschlossen hatten. Im November 1866 musste Silber-Litthuania endgültig suspendieren, weil der gewünschte Nachwuchs wie bei Marchia Breslau und Marchia Halle ausblieb. Er schloss sich den weißen Corps im Reich an oder ging zur Preußischen Armee, die durch die Heeresvermehrung immer mehr Offiziere brauchte.
Die Silber-Litthauer lebten nur 18 Jahre, überstrahlen aber bis heute den Ruf der landsmannschaftlichen Mehrheit. 1854 hatte Baltia dem Muttercorps zum 25. Stiftungsfest ein silbernes Trinkhorn geschenkt, das sie 1866 bei der Suspension zurückerhielt. Es trug die Inschrift:

### Silber-Litthauer
- Heinrich von Schirmeister (s. o.)

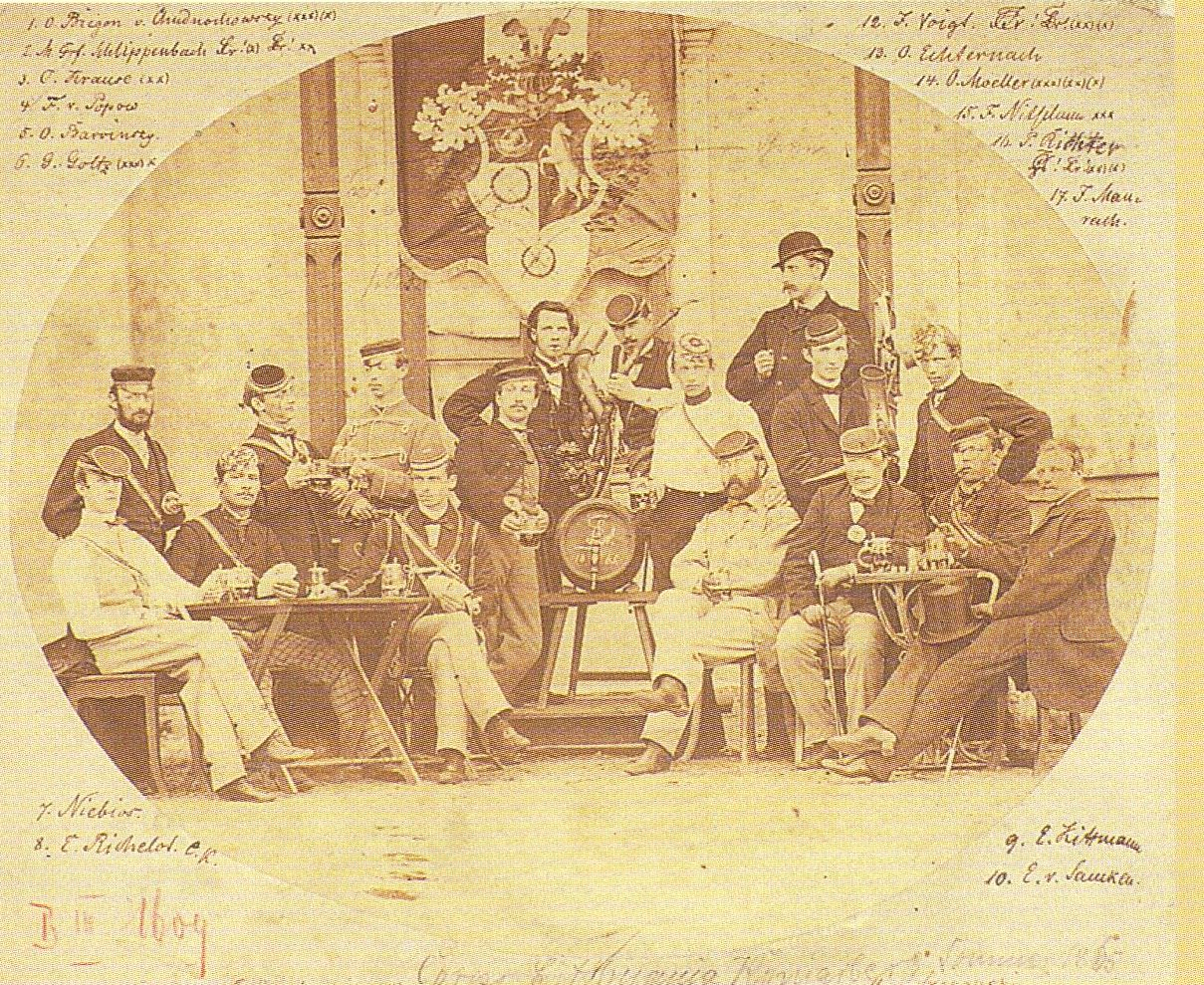
Silber-Litthauer (1865)

- Gustav von Deutsch (1825–1878), Oberst im Sezessionskrieg
- Theodor Kaeswurm (1825–1883), Rittergutsbesitzer, MdHdA
- August Wittich (1826–1897), Stadtarchivar und Stadtbibliothekar in Königsberg, Stifter des Corps Baltia
- Theodor Frommer (1829–1901), Kreisrichter, Rechtsanwalt, MdHdA
- Hermann Elgnowski (1830–1895), Richter in Berlin, MdHdA
- Adolf Richard Stellmacher (1831–1907), Reichsgerichtsrat
- Bernhard Presting (1831–1908), Religionspädagoge
- Karl Sczepanski (1832–1918), Oberbürgermeister von Königsberg
- Adolf Wisselinck (1832–1888), Kreisrichter, Bürgermeister von Thorn, MdHdA
- Theodor von Saß (1833–1894), Rittergutsbesitzer, Landrat in Guttstadt
- Charles Edward Gruenhagen (1833–1907), Landgerichtspräsident, MdHdA
- Julius Siegfried (1835–1901), Kreisdirektor in Diedenhofen, Saarburg und Hagenau
- Eduard Nitschmann (1836–1906), Generalmajor
- Eduard Kammer (1839–1910), Altphilologe und Gymnasiallehrer
- Alfred Schultz (1840–1904), Unterstaatssekretär
- Hermann von Sperber (1840–1908), Rittergutsbesitzer, MdHH
- Paul von Bienenstamm (1843–1911), Finanzbeamter, Kollegienrat
- Karl von Gamp-Massaunen (1846–1918), MdR

## Littuania im SC (1894)

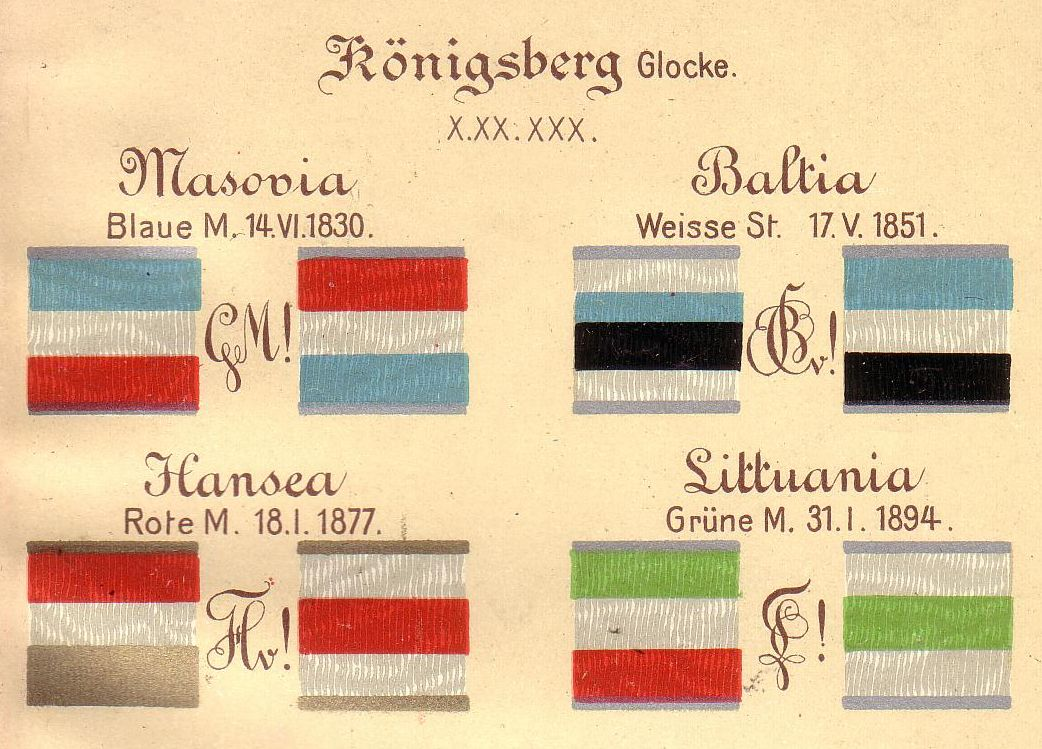
SC zu Königsberg (1920)

Beraten von Philipp Zorn und unterstützt vom Corps Masovia, aber gegen 68 Stimmen in den eigenen Reihen beantragte die freie Landsmannschaft Littuania 1894 erfolgreich, als Corps in den Königsberger Senioren-Convent aufgenommen zu werden. 27 Silber-Litthauer (darunter 16 ehemalige Tuchlittauer) schlossen sich dem „neuen“ Corps an. Die in Würzburg weiterstudierenden Mediziner der Landsmannschaft Littuania gingen allesamt als Verkehrsgäste zur dortigen Landsmannschaft Makaria im Coburger Landsmannschafter Convent. 1913 stellte Littuania mit Kurt Riedel den Vorsitzenden des Kösener Congresses.
Seit dem Eintritt der Landsmannschaft Littuania in den SC (1894) schwelte der Anciennitätskonflikt. Wie schon 1895 und 1898 stellte das Corps Littuania 1913 den Antrag, den 29. Januar 1829 als Stiftungsdatum der Corpslandsmannschaft Lithuania führen zu dürfen. Sie stieß (abermals) auf den geschlossenen Widerstand der anderen Corpsburschen-Convente. Im Verlauf der Redeschlachten wurden PP-Suiten gestürzt. Der inaktive Littauer Busch überbrachte den drei anderen Corps eine Chargenforderung auf Schläger. Gestritten wurde auch darüber, ob Littuania alte Angehörige der Corpslandsmannschaft und der Silber-Litthuania in ihrer Corpsliste als Alte Herren führen durfte. Hierüber wurde schließlich ein Vergleich geschlossen.
Im Januar 1920 beantragte Littuania erneut die Rückdatierung. Die Folge waren neun Chargenforderungen auf Schläger und 24 Paare PP. Obendrein erhob der CC Klage auf SC-Verruf der anderen Corpsburschen. Der oKC 1921 lehnte Littuanias Ansinnen ab. Im November 1927 wollte Littuania festschreiben lassen, in Einladungen zu Stiftungsfesten auf 1894 und 1829 zu verweisen. Dass Masovia in einer Denkschrift widersprach, veranlasste Littuania, den beteiligten CC eine Chargenforderung auf Pistolen zu überbringen. Das Ehrengericht bewilligte sie. Wilhelm Fabricius, der Vorsitzende des Ausschusses für Rückdatierungen, hatte sich der Sache Littuania c/a Königsberger SC persönlich angenommen. Die Verhandlung führte zu lebhaften Erörterungen, brachte jedoch keine Entscheidung. In einem Vergleich wurde Littuania der Verweis auf beide Stiftungsjahre zugestanden. Dafür verzichtete sie auf die Rückdatierung. Durch diesen Vergleich erledigten sich auch die bewilligten Pistolenforderungen.
Unter dem Druck des NS-Regimes stellte Littuania im Herbst 1935 den Aktivenbetrieb ein. Die Altherrenschaft unterstützte von 1938 bis 1944 die Kameradschaft Tannenberg, die ihr Domizil auf dem Littauerhaus hatte. Im Zweiten Weltkrieg starben 49 Angehörige des Corps: 36 fielen, 13 blieben vermisst oder kamen in Kriegsgefangenschaft um.

### Mitglieder der Littuania (1894)
- Christoph Aschmoneit (1901–1984), führender U-Bootbauer
- Rudolph Blüthner-Haessler (1903–1966), Rechtsanwalt, ab 1932 Chef der Blüthner-Pianofabrik
- Herbert Böttcher (1907–1950), SS- und Polizeiführer
- Eduard Louis Busch (1854–1932), Richter am Reichsgericht
- Alfred Densch (1874–1931), Professor für Bodenkunde
- Friedrich Karl Dermietzel (1899–1981), HNO-Arzt und SS-Offizier
- Alexander Dorner (1893–1957), Kunsthistoriker (ausgeschieden)
- Julius Eichelbaum (1850–1921), Richter am Reichsgericht
- Alfred Funk (1897–1943), Landgerichtsdirektor
- Siegfried Hoffheinz (1892–1952), Chirurg und Sanitätsoffizier
- Hans-Werner Janz (1906–2003), Ärztlicher Direktor der Wahrendorff´schen Anstalten
- Peter Orlowski (1911–1993), Landrat in Jarotschin
- Franz Katluhn (1865–1942), Senatspräsident am Reichsgericht
- Ernst Ludwig Krantz (1851–1918), Richter am Reichsgericht, MdHdA
- Walter Krantz (1883–1945, verschollen), Richter in Halle und Berlin
- Hans Loeffke (1906–1974), Gründer des Ostpreußischen Landesmuseums Lüneburg
- Felix Mach (1868–1940), Agrikulturchemiker
- Bruno Moeller (1875–1952), Präsident der Reichsbahndirektion Königsberg
- Kurt Riedel (1890–1948), Arzt in Ostpreußen
- Bernhard Platz (1898–1983), Verwaltungsjurist bei der Reichsbahn und beim Bremer Senat
- Lothar Selke (1909–1980), Journalist und Studentenhistoriker
- Ernst Siehr (1869–1945), Mitbegründer der Deutschen Demokratischen Partei, 1920–1932 Oberpräsident in Ostpreußen
- Karl Trautmann (1908–1945), Oberst, Ritterkreuzträger
- Horst Uffhausen (1909–1999), Bundesrichter
- Ernst Wunderlich (1898–1978), Generalrichter

## Corpshäuser
Littuanias erstes Corpshaus stand neben dem Haus der Hansea in der Münzstraße 3. Beide Häuser hatten direkten Zugang zum Königsberger Schlossteich, der mit der Anlage der Promenade verlorenging. „Von einem Fenster der Kneipe aus konnte man über einen Laufsteg um den Schaukasten des Fotografen bis zum Littauerhaus gelangen. Dort kam es zu den berühmten Einbrüchen in die amouröse Interessensphäre unserer Nachbarn …  Koopmann zog es vor, sich als Akrobat zu betätigen. Er sprang aus einem Fenster des 1. Stocks auf die mit Granitsteinen gepflasterte Münzstraße, auf der zudem noch die Schienen der Straßenbahn lagen, und kam auch immer gut unten an, wofür er von den Zuschauern jeweils eine Flasche Sekt bekam.“
Als zweites Corpshaus wurde 1934 das ehemalige Clubhaus des Ostdeutschen Automobilclubs im Hintertragheim 25 angekauft. Das Haus lag ebenfalls in unmittelbarer Nähe zum Schlossteich mit einem in Terrassen zum Teich abfallenden Garten. Es verfügte über Gesellschaftsräume und Zimmer für bis zu zwanzig Mann. Es entsprach damit den Forderungen des Nationalsozialistischen Deutschen Studentenbundes zur Einrichtung von „Wohnkameradschaften“.

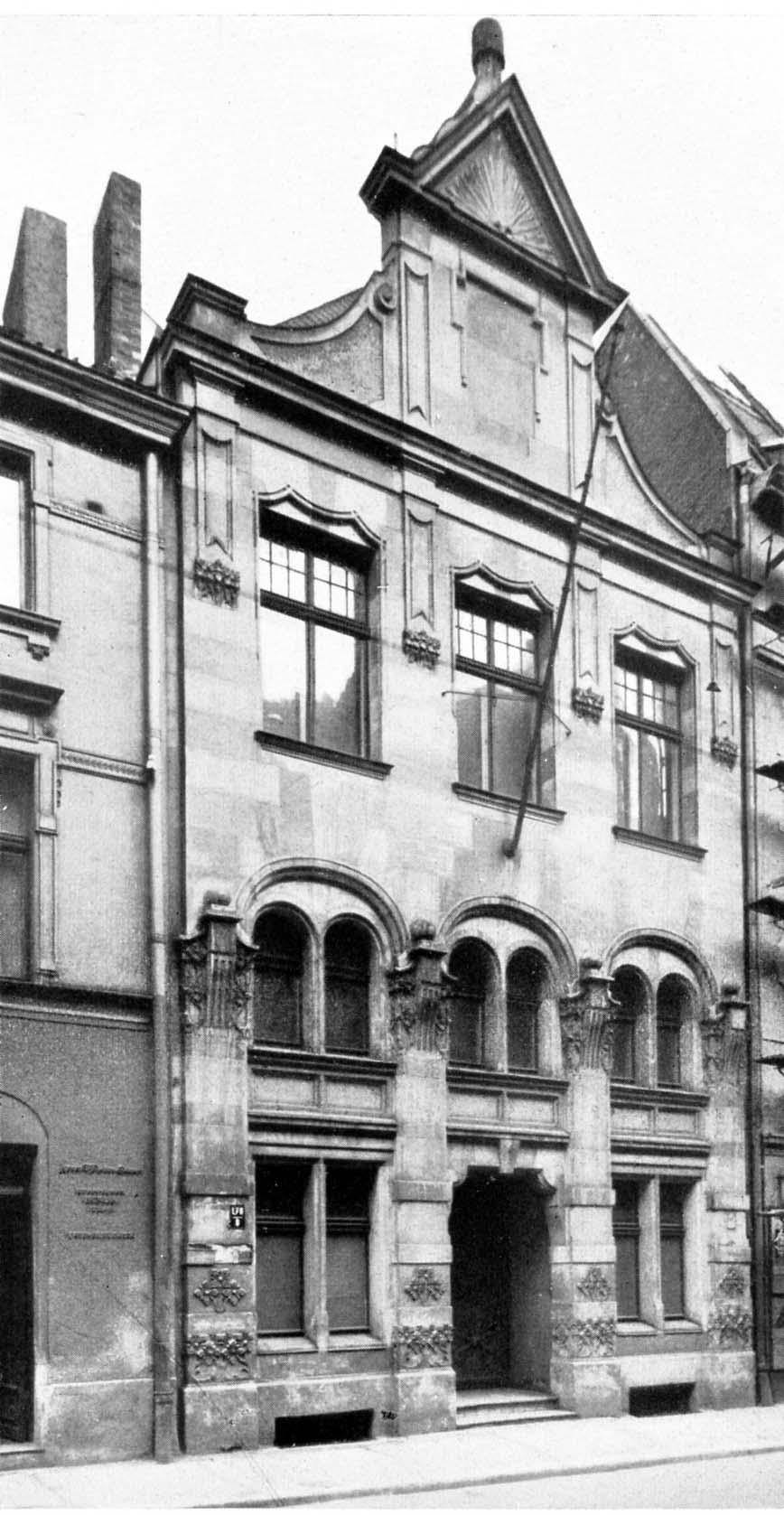
1. Corpshaus
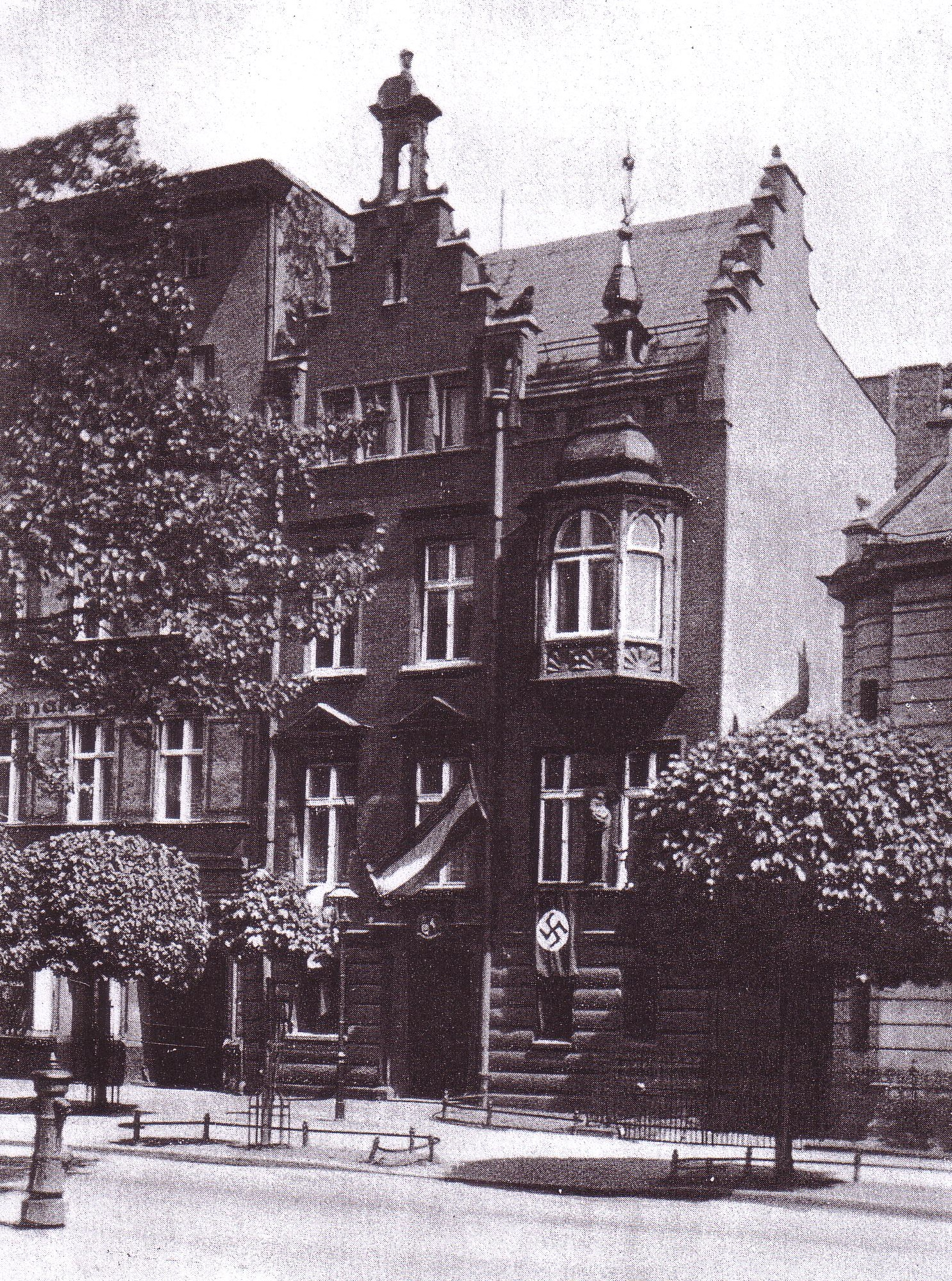
2. Corpshaus
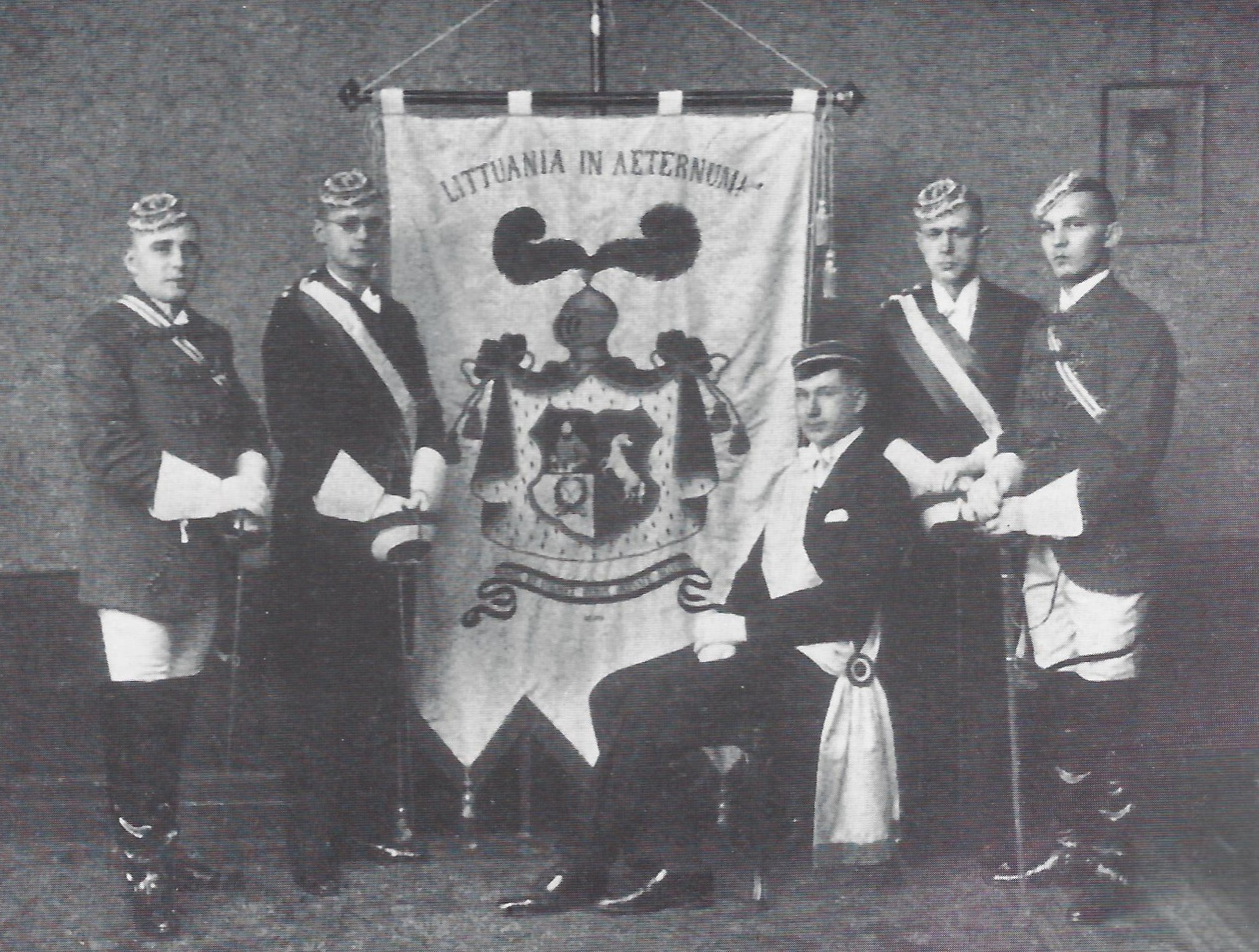
Aktive Littauer (1929)
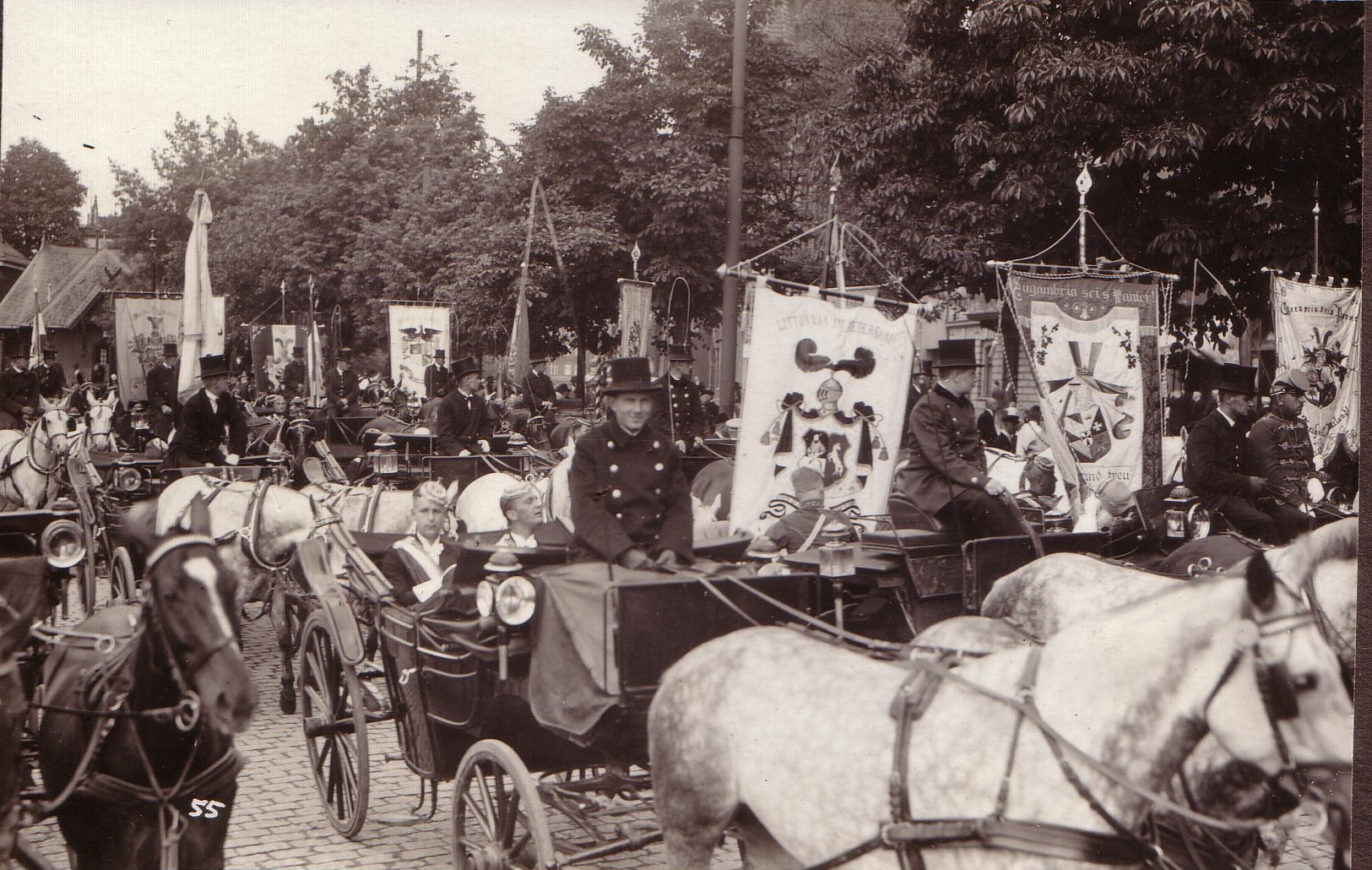
Littauerkutsche (1930)

## Befreundete Corps
Als Littuania 1894 in den Königsberger SC aufgenommen wurde, verlegten die drei anderen Corps den Weg in die etablierten Kösener Kreise. Sie hatte es deshalb mit dem Aufbau von Verhältnissen im Reich sehr schwer und kam schließlich über das Corps Makaria München in das Süddeutsche Kartell.
- Neoborussia Halle (31. Januar 1921 bis 31. Januar 1926)
- Borussia Berlin (1928/1926)
- Makaria München (1928/1926)
- Franconia Würzburg
- Bavaria Erlangen (31. Januar 1929)[A 6]

## Corps Albertina
In der Nachkriegszeit lebte Littuanias Tradition wieder auf. Acht Littauer, neun Balten und fünf Hanseaten gründeten am 12. März 1950 das Corps Albertina Hamburg. Nachfahren von Litauern (nicht von Balten) dominieren Albertinas Altherrenverein noch heute.

## Archiv
2010 wurde bekannt, dass im polnischen Staatsarchiv Olsztyn (Allenstein) Akten der Littuania im Bestand zur Albertus-Universität erhalten sind.